# JCSAT-9
O JCSAT-9 (também conhecido por JCSAT-5A e N-Star D) é um satélite de comunicação geoestacionário japonês construído pela empresa Lockheed Martin, ele está localizado na posição orbital de 132 graus de longitude leste e é operado pelas empresas NTT DoCoMo e SKY Perfect JSAT Corporation. O satélite foi baseado na plataforma A2100AXS e sua vida útil estimada é de 12 anos.

## História
A JSAT Corporation do Japão assinou um contrato com a Lockheed Martin Commercial Space Systems (LMCSS) para construir seu próximo satélite geoestacionário de telecomunicações. O satélite, designado de JCSAT-9, passou fornecer serviços de comunicação via satélite em toda a Ásia e no Japão após o seu lançamento que ocorreu em 2006. O JCSAT-9, é um satélite de alta potência híbrido, que está localizado a 132 graus de longitude leste. O satélite foi baseado na premiada plataforma A2100AXS, fabricado pela Lockheed Martin Commercial Space Systems, Newtown, Pensilvânia, com uma vida de serviço mínima de 12 anos. Ele leva transponders de banda C, Ku e S. Depois que tornou-se operacional, o satélite passou a ser referido pela designação JCSAT-5A.
A NTT DoCoMo opera a carga de banda S e uma parte da carga útil de banda C como N-Star D para substituir o satélite N-Star A.

## Lançamento
O satélite foi lançado com sucesso ao espaço no dia 12 de abril de 2006, às 23:29:59 UTC, por meio de um veículo Zenit-3SL, laçando a partir da plataforma de lançamento da Sea Launch, a Odyssey. A separação do veículo lançador ocorreu às 00:38:02 UTC. Ele tinha uma massa de lançamento de 4.401 kg.

## Capacidade e cobertura
O JCSAT-9 é equipado com 20 transponders em Banda Ku, 20 em banda C e um banda S para cobrir o Japão, Sudeste da Ásia, Havaí e a Oceania.